# Goianésia
Goianésia este un oraș în Goiás (GO), Brazilia.